# Om himlen och Österlen
Om himlen och Österlen är en sång skriven (text och musik) av Michael Saxell 1991. Den har tolkats av flera kända artister bland andra Lill Lindfors , Jan Malmsjö , Östen Warnerbring , Lasse Stefanz , Danne Stråhed  och Wizex , liksom låtskrivaren själv . Om himlen och Österlen förekommer på begravningar och vid vigslar på Österlen med omnejd.
Sången handlar om en person som flyttar till Nordamerika från Österlen, men senare återvänder hem igen och är baserad på Michael Saxells egen livserfarenhet. Han flyttade från Skåne till Vancouver, British Columbia, Kanada 1975 och skrev sången strax efter att han återvände i januari 1991. Michael Saxell är sedan dess bosatt i Ystad och tilldelades, tillsammans med sin hustru Jennifer Saxell, Ystads Kommuns Kulturpris 2007 och 2010 tilldelades Michael Saxell föreningen SKAP:s Evert Taube-pris, SKAP:s stipendiefond till Evert Taubes minne. 
Den svenske musikjournalisten Christer Olsson har bland annat i en artikel i Veckorevyn beskrivit sången Om himlen och Österlen som den nya skånska nationalsången.